# Modi, el reportatge prohibit
Modi, el reportatge prohibit (títol original en anglès, India: The Modi Question) és una sèrie documental de dues parts del 2023 transmesa per BBC Two sobre el primer ministre indi Narendra Modi i la seva relació amb la minoria musulmana del país. La primera part cobreix els inicis de la carrera política de Modi i el seu paper en els disturbis de Gujarat del 2002, que van tenir lloc quan ell era el primer ministre de Gujarat. Analitza documents trobats per la BBC, inclòs un informe del govern del Regne Unit que afirma que la violència a Gujarat va mostrar «totes les característiques d'una neteja ètnica». La segona part examina les activitats de l'administració de Modi després de la seva reelecció el 2019. Cobreix una sèrie de polítiques controvertides, inclosa la revocació de l'autonomia del Caixmir i una nova llei de ciutadania. També descriu la resposta violenta a les protestes contra les noves lleis i les seqüeles del pogrom de Delhi del 2020. S'ha doblat al català pel programa 30 minuts de TV3, que la va emetre el 31 de març de 2024 en el format resum d'un episodi.
El Govern de l'Índia va prohibir la projecció del documental, descrivint-lo com a «propaganda hostil i escombraries anti-Índia», i va demanar a les xarxes socials que eliminessin fragments del documental compartits pels usuaris. En resposta a la prohibició del govern, la BBC va dir que el documental havia estat investigat «rigorosament» i que representava una «àmplia gamma de veus», incloses les opinions de figures del Partit Bharatiya Janata de Modi. La prohibició va ser eludida amb freqüència i diverses organitzacions estudiantils van realitzar projeccions a diverses parts del país. La prohibició va ser criticada per polítics de l'oposició com censura, i comentaristes i grups de drets humans la van qualificar d'atac a la llibertat de premsa.